# Família de Castro Alves

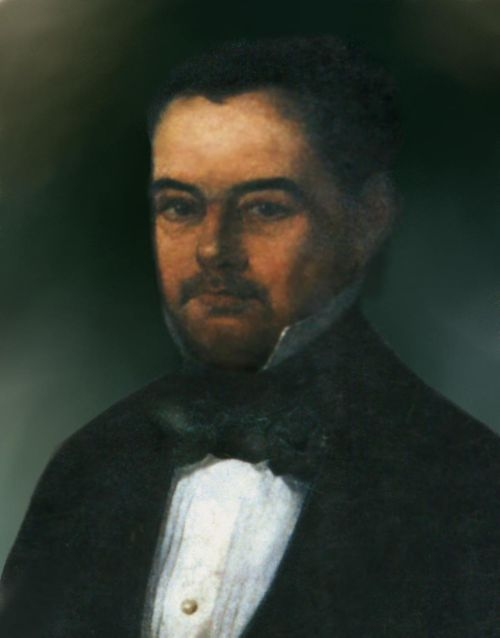
José Antônio da Silva Castro, avô do poeta, herói da Independência.

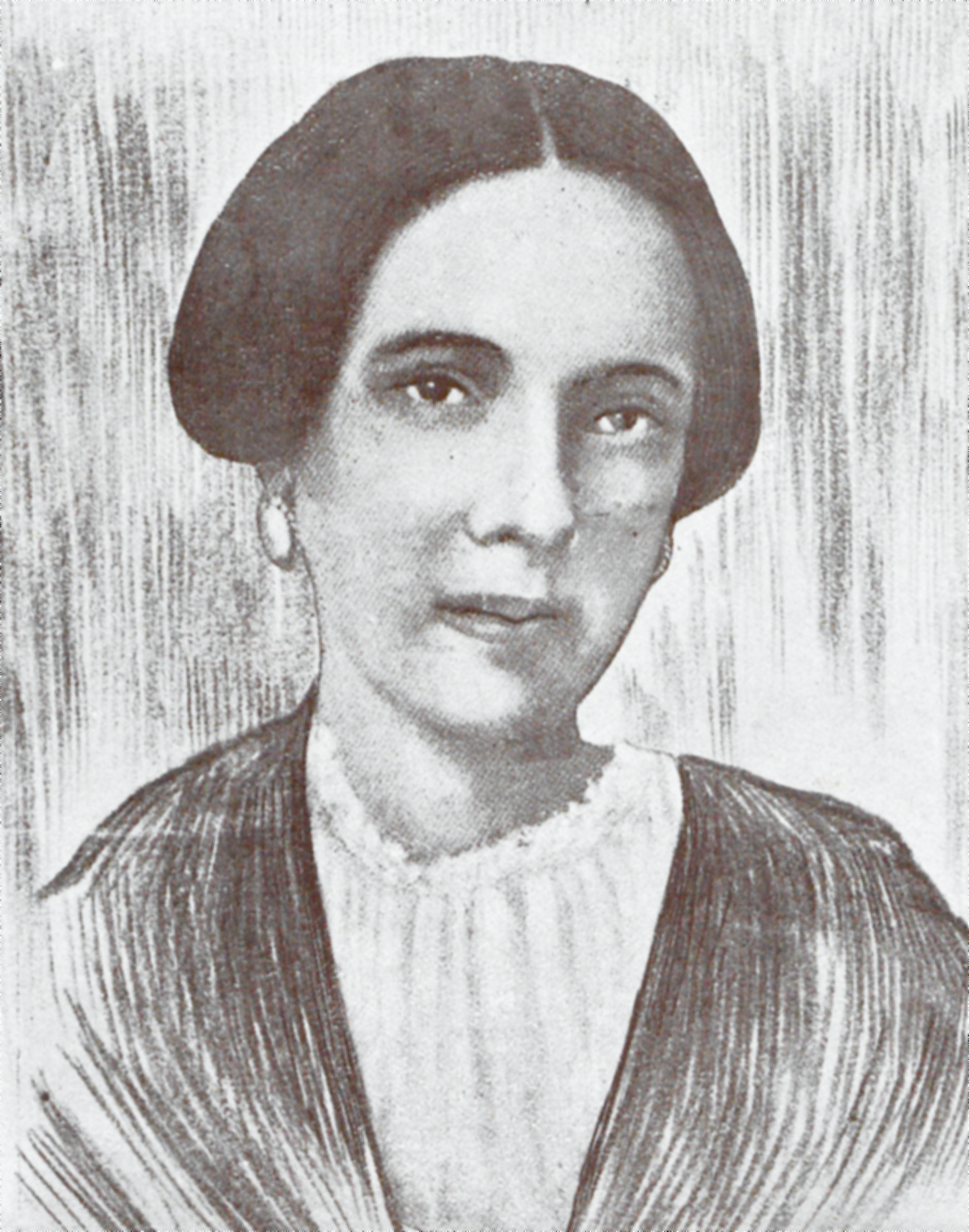
Clelia Brasilia, em ilustração de 1921, mãe do poeta

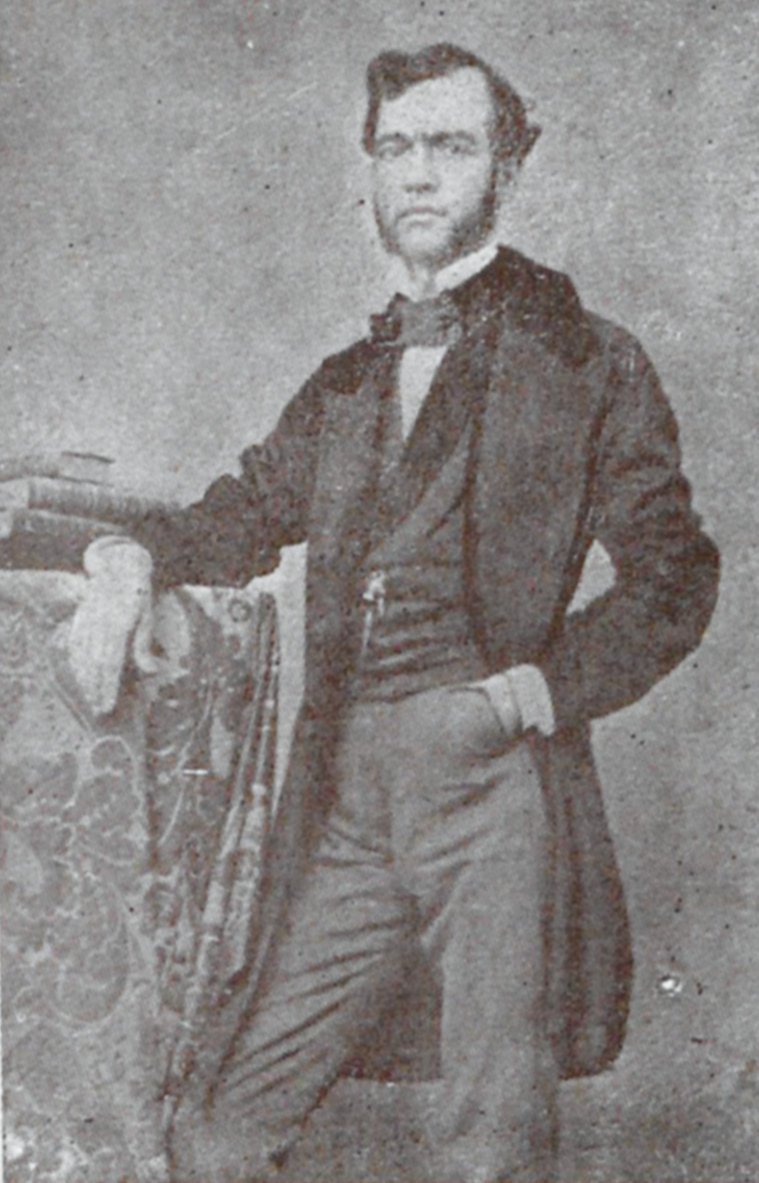
O médico Antônio José Alves, pai do poeta

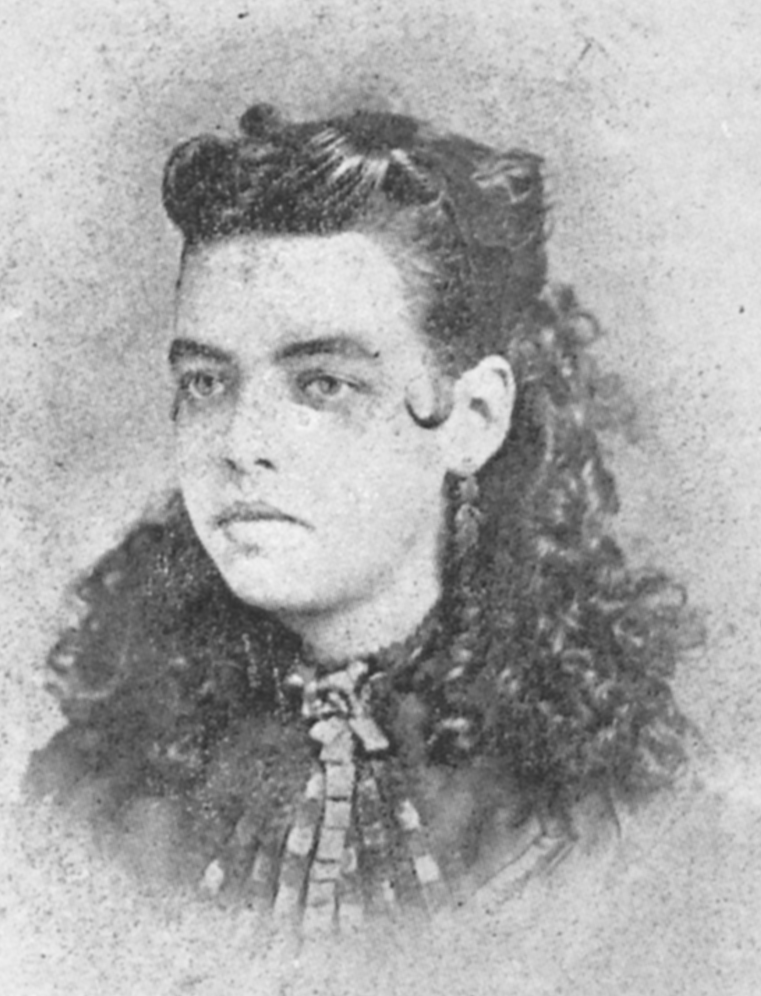
Adelaide, a irmã predileta, a quem chamava "Sinhá"

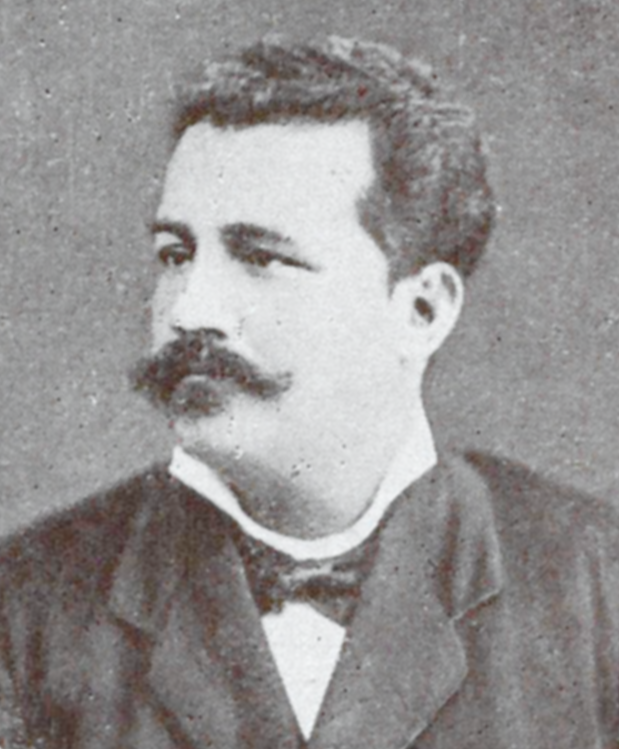
Augusto Guimarães, cunhado e grande amigo do poeta

A família de Castro Alves foi uma importante influência na vida e na obra do poeta brasileiro Antônio de Castro Alves, não somente por suas posses e formação intelectual, como ainda pelos inúmeros dramas que protagonizou, tais como as lutas pela Independência do Brasil do avô, o rapto de sua tia Pórcia no sertão baiano ou as mortes prematuras dos pais e o suicídio do irmão mais velho. Após a morte do escritor, sua irmã Adelaide de Castro Alves Guimarães foi a grande responsável pela preservação de seu legado poético e biografia.
Apesar de nunca haver reconhecimento pela família, em Salvador dizia-se ter uma filha natural do poeta, que lhe nascera postumamente.

## O avô "Periquitão" e drama sertanejo
O Major Silva Castro, que ganhara nas pelejas da Independência da Bahia o apelido de "Periquitão" em razão da cor do fardamento usado pelo batalhão que comandara, tivera sob seu comando Maria Quitéria e participara de muitas das batalhas contra o domínio português em Salvador; após as lutas mudara-se depois ao sertão onde se casou com uma rica viúva.
O seu avô tivera uma outra filha natural, Pórcia, que com sua beleza protagonizou um drama de violência passional que envolveu em lutas, nos sertões de Caetité (hoje território de Brumado), as famílias Castro, Pinheiro Canguçu e Moura, tragédia que viria a influenciar a produção do poeta, na avaliação de Jorge Amado; vários outros escritores retrataram estas lutas em torno do rapto de Pórcia de Castro por Leolino Pinheiro Canguçu e seu subsequente resgate, dentre os quais Afrânio Peixoto (com o romance "Sinhazinha"), Jorge Amado (no "ABC de Castro Alves"), passando por autores locais como Dário Cotrim (com "Idílio de Pórcia e Leolino"), José Walter Pires (no cordel "O Rapto de Pórcia de Castro, a Helena Sertaneja, por Leolino Canguçu") e ainda em Uma Comunidade Rural do Brasil Antigo (Aspectos da Vida Patriarcal no Sertão da Bahia nos Séculos XVIII e XIX), obra de Licurgo Santos Filho.

## Os pais
Sua mãe, Clélia Brasília da Silva Castro, era filha natural do Major com a espanhola Ana Rita Viegas,  e recebera este nome em homenagem à pátria recentemente desligada da metrópole; sua mãe morreu logo após o parto, ocorrido em 14 de março de 1826; Clélia Brasília fora deixada aos cuidados da tia Ana Constança, na fazenda Curralinho, na região do rio Paraguaçu. Duas descendentes de Silva Castro registraram sobre sua avó: "Ana Viegas era filha dos espanhóis Claudina e Antônio Viegas. Não há informações concretas a respeito do destino dessa bela mulher."
Seu pai, o médico Antônio José Alves, nascera em 16 de maio de 1818 e, antes de se formar em 1841, fora passar um tempo no sertão em razão da sua frágil saúde, apaixonando-se em Curralinho pela "interessante menina, formosa e prendada", no dizer de Afrânio Peixoto, e com a qual se casou em 1844, fixando-se na fazenda que o sogro lhes dera por dote. Antônio José Alves era homônimo do pai, português, que se casara com a baiana Ana Joaquina Alves de Sá; em 1826 iniciou na capital os estudos primários e concluiu o preparatório em 1833; ingressou inicialmente no curso de Farmácia em 1835 mas, no ano seguinte, trocou pelo de Medicina que, no segundo ano, teve de ser interrompido em razão de haver eclodido na cidade a revolta da Sabinada; o então acadêmico se alistou ao lado das tropas legais, do governo portanto, servindo na cidade de Cachoeira e chegando a participar dos combates em Campina, pelo que foi elogiado pelo Presidente da Província. A ida ao sertão em busca de ares mais saudáveis antes de concluir o curso resultou na paixão pela menina Clélia Brasília, que lhe correspondeu e a quem pediu em casamento; tinha, entretanto, que primeiro se formar e isto se deu em 1841; a seguir ele partiu para uma viagem de aperfeiçoamento à Europa, embarcando na corveta lusa D. João I; em carta à noiva de 1843 informa que esteve em França, Holanda, Bélgica e Alemanha.
De volta à Bahia, novamente no sertão, ali se casa com Clélia no dia 30 de novembro de 1844; passam a residir na fazenda Cabaceiras, que os biógrafos do poeta registraram situar-se perto do Porto do Papa-Gente, no rio Paraguaçu, numa vasta planície conhecida como Tabuleiro de Pindoba, paisagem marcada por vegetação rasteira onde se destacavam palmeiras de ouricuri, cactus mandacarus, umbuzeiros e cajueiros nativos. Situava-se a sete léguas de Curralinho (povoado que, depois de emancipado, recebeu o nome do poeta); na época era território de Cachoeira, depois passou a pertencer à atual cidade de Muritiba. A casa era simples, tosca, de telhas vãs e atijolada, com uma grande varanda frontal, duas salas separadas por alpendre ou vestíbulo que levava à sala de jantar e esta então se comunicava a dois quartos principais e demais cômodos dos fundos e de serviço; a propriedade estendia-se até as matas que marcavam as faldas da serra do Aporá. O casal teve ali os primeiros filhos: José Antônio (1846), Antônio Frederico (1847), João (falecido ao nascer, em 1850) e Guilherme (1852);  mudaram-se então para a cidade de São Félix, onde nasceu Elisa (1853); dali, foram morar na capital baiana, onde nasceram as duas últimas filhas: Adelaide e Amélia.
Seu pai veio a se tornar professor da Faculdade de Medicina da Bahia onde se formara e morreu no ano de 1866.
Em Salvador sua mãe morreu, aos 33 anos de idade (10 de abril de 1859), e seu pai casou-se novamente em janeiro de 1862, com a viúva de rico comerciante português chamada Maria Ramos Guimarães (cujo filho Francisco Guimarães estudava em Lisboa e veio a ser cunhado do poeta, casando-se com sua irmã Elisa).
Seu irmão mais velho, José Antônio, morreu jovem, acometido por loucura; o mais novo, Guilherme, também foi poeta, havendo publicado em 1875 um livro de versos com o título "Raios sem Luz".

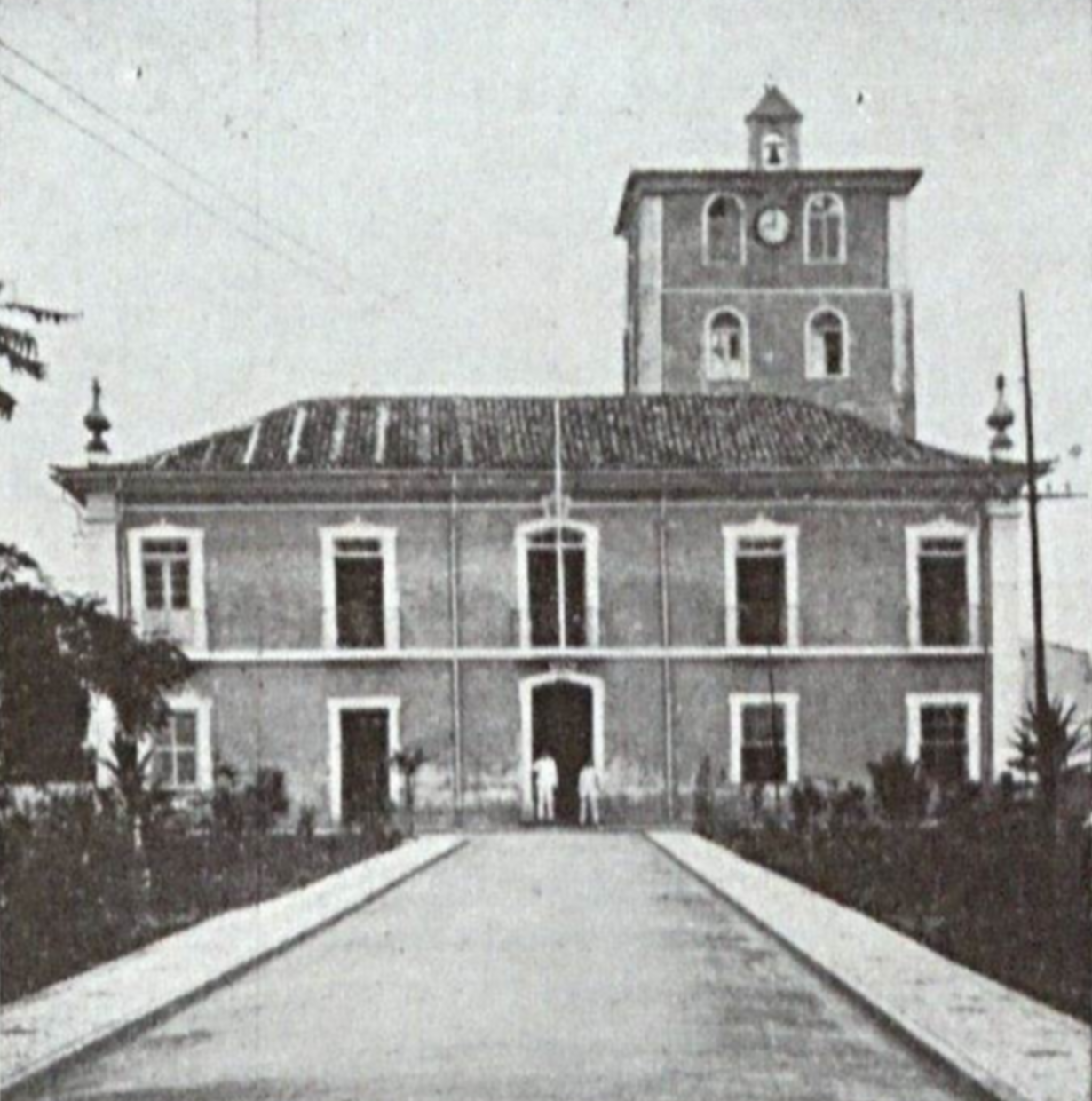
Casa de saúde de Antônio José Alves (depois Asilo São João de Deus)

Era a família do poeta abastada e culta: seu pai excursionara pela Europa onde, além de aperfeiçoamento médico, enriquecera seus conhecimentos sobre a pintura e crítica artística, vindo mais tarde a ser possuidor da mais rica galeria de quadros da capital baiana; sua mãe, apesar da vida interiorana, tinha educação musical, completando assim o ambiente familiar de grande inclinação cultural.
Antônio José Alves, além da clínica médica, exercera o magistério na Faculdade de Medicina na cátedra de "patologia externa", sendo um "cirurgião dos mais notáveis" de seu tempo; fora proprietário de uma grande "casa de saúde" na capital baiana, havendo adquirido para tal um imóvel à época conhecido como "Quinta da Boa Vista"; após sua morte este prédio foi adquirido pelo governo da província: "em 18 de julho de 1869 a Assembleia Provincial votava a lei n.º 1089, que autorizava o vice-presidente, Dr. Antônio Ladislau Figueiredo Rocha, a comprar em hasta pública a Quinta da Boa Vista, propriedade e casa de saúde do Dr. Antônio José Alves"; ali fora instalado o Asilo São João de Deus.

## A filha de Castro Alves
Numa matéria apócrifa publicada no jornal carioca Correio da Manhã foi narrada a suposta existência de uma filha póstuma do poeta, chamada Virgínia Huga da Costa, filha de outra Virgínia com quem o poeta teria tido um caso e, deste, nascido a filha conhecida por "Virgininha" para diferenciar da mãe de mesmo nome. O assunto, diz o jornal, foi ignorado pelos principais estudiosos da vida e obra do poeta, como Afrânio Peixoto, Sylvio Romero, Múcio Teixeira e outros, com a exceção de Pedro Calmon que numa publicação à época "recentíssima" abordara-o para refutar tal possibilidade.
O romance teria ocorrido quando Castro Alves, havendo retornado à Bahia em 1870 já mutilado pelo tiro que lhe provocara a amputação do pé, e alquebrado pela tuberculose que o mataria, percorria a cavalo os arredores da capital: "Bom Gosto do Canela lá pela Ladeira das Pedras, Brotas, Matatu, Boa Vista, Engenho Velho e outro lugares", num destes conhecendo a "Virgínia, rapariguinha pobre, de gente honestíssima, «alta, de um moreno pálido, magra, extremosa»".
Parte do não-reconhecimento da filha do poeta teria sido devido ao trabalho de sua irmã Adelaide que, morando no Rio de Janeiro onde morrera já octagenária, tinha "durante toda a sua longa e austera existência" conservado "um culto religioso pela memória do grande irmão" e por isso "timbrou sempre em não tomar conhecimento, sequer, para indagar e apurar do que se propalava neste sentido" na capital baiana. O desconhecido autor cita, como testemunhas do fato, pessoas idôneas como o professor Geraldo Baltazar da Silveira, o coronel Gonçalo de Athayde, o juiz Álvaro de Souza Gomes e outros que confirmavam a paternidade do poeta.
Contrariamente à possível paternidade havia a certidão de casamento de Virgininha, que não trazia o nome do pai, e sua certidão de óbito quando morrera em 1909, que trazia o ano de nascimento como 1872: isso contrasta com a morte do poeta, em 6 de julho de 1871. Contrariando esses documentos a filha dela (e supostamente neta de Castro Alves) Alzira Gonçalves, declarava aos íntimos ter sua mãe nascido a 11 de outubro de 1871 - três meses, portanto, após a morte do pretenso pai.
Tanto Virgínia quanto seus descendentes nunca procuraram alardear o fato da suposta filiação, que a família do poeta reputava a intrigas ventiladas por Belarmino Barreto, seu contemporâneo e "inimigo encarniçado", que lhe sobrevivera.